# Daniel Blumberg
Daniel Blumberg (Londen, 1990) is een Brits muzikant, songwriter, componist en beeldend kunstenaar. Hij is vooral bekend om zijn muziek voor de film The Brutalist uit 2024, waarvoor hij in 2025 de BAFTA Award voor beste originele muziek en de Oscar voor beste originele muziek won.

## Carrière
Blumberg is een multi-instrumentalist en was medeoprichter en zanger voor de band Cajun Dance Party, die in 2008 hun enige album, The Colourful Life uitbracht. Van 2009 tot 2013 was Blumberg frontman en gitarist van de indierockband Yuck, waarvan het titelloze debuut uit 2011 werd uitgebracht. Tijdens zijn tijd bij Yuck trad Blumberg ook op als Oupa en bracht in 2011 het album Forget uit.
Hij verliet Yuck in 2013 om zich te richten op andere projecten, waarvan de eerste Unreal van Hebronix was, een soloproject van Blumberg geproduceerd door Neil Michael Hagerty, dat in 2013 werd uitgebracht door ATP Recordings. Dit werd gevolgd door een split single met Neil Michael Hagerty, uitgebracht onder de naam Heb-Hex.
Sinds 2013 heeft Blumberg voornamelijk gewerkt rond Cafe Oto in Londen, en gebruikmakend van Oto Project Space. Hij had ook een samenwerking met Low, Lambchop en David Berman van Silver Jews.
Hij componeerde de muziek voor de film The World to Come uit 2020 van Mona Fastvold, waarmee hij de Ivor Novello Award won en de film The Brutalist uit 2024 van Brady Corbet, waarmee hij in 2025 zowel de BAFTA Award voor beste originele muziek als de Oscar voor beste originele muziek won.
Blumberg is daarnaast een beeldend kunstenaar die voornamelijk werkt met het medium tekenen. Hij maakt figuratieve tekeningen met de oude techniek van zilverstift, maar gebruikt ook aquarel en grafiet. In 2015 kreeg hij een beurs om een diploma in traditionele tekentechnieken te studeren aan de Royal Drawing School in Londen.
Van 20 juni 2020 tot 10 januari 2021 exposeerde Blumberg een grote grafiettekening in de Kunsthal Rotterdam voor de tentoonstelling Black Album, White Cube naast kunstenaars als Albert Oehlen, Scott King en Mark Leckey.

## Privéleven
Blumberg is sinds 2014 partner van de Frans-Britse actrice Stacy Martin.

## Discografie

### Albums

#### Solo
- 2013 – Unreal (als Hebronix)
- 2018 – Minus
- 2019 – Liv (als Hebronix)
- 2020 – On&On
- 2023 – GUT

#### Met Cajun Dance Party
- 2008 – The Colourful Life

#### Met Yuck
- 2011 – Yuck

## Filmografie
| Jaar | Titel             | Opmerkingen |
| ---- | ----------------- | --- |
| 2020 | The World to Come | Ivor Novello Award voor beste originele muziek                                                                                |
| 2024 | The Brutalist     | Oscar voor beste originele muziek BAFTA Award voor beste originele muziek Nominatie: Golden Globe voor beste originele muziek |

- MusicBrainz: 7bef3816-0354-446e-ad23-e9c1ef3d02fd